# Zatoka Squillace
Zatoka Squillace (wł. Golfo di Squillace, gr. Σκυλλητικὸς κόλπος), w starożytności zwana Scylleticus Sinus lub Scyllaceus Sinus – zatoka Morza Jońskiego zlokalizowana w Kalabrii, rozciągająca się pomiędzy Isola di Capo Rizzuto i Punta Stilo na terenie prowincji Krotona, Cantanzaro i Reggio Calabria.
Nazwę zawdzięcza zlokalizowanemu na jej wybrzeżu miastu Squillace. Nazwa starożytna z kolei odnosi się do znajdującego się wówczas na jej wybrzeżu miastu Scylletium w Bruttium.